# Arabian Business
Arabian Business ist eine wöchentlich in Dubai erscheinende Wirtschaftszeitung. Der Fokus liegt auf dem Mittleren Osten.
Die Erstausgabe erschien am 21. Januar 2001. Herausgeber ist ITP-Mediagruppe (davor: BPA Worldwide). Das Magazin erscheint in arabischer, sowie unter den Namen Arabian Business International, auch in englischer Sprache. Es hat eine monatliche Reichweite von 1,8 Millionen Lesern.